# 서울 홍파동 홍난파 가옥
서울 홍파동 홍난파 가옥(서울 紅把洞 洪蘭坡 家屋)은 서울특별시 종로구 홍파동에 있는 주택이다. 2004년 9월 4일 대한민국의 국가등록문화재 제90호로 지정되었다.

## 개요
홍파동 홍난파 가옥은 1930년대 독일 선교사가 지은 벽돌조 서양식 건물을 작곡가 홍난파가 인수하여 살던 곳이다. 홍난파의 대표곡들이 작곡된 곳이고, 1930년대 서양식 주택 특성이 잘 보존되어 있어 가치가 있다.

## 같이 보기
- 홍난파

## 참고 자료
- 서울 홍파동 홍난파 가옥 - 국가유산청 국가유산포털